# Aldeia Velha (Avis)
Aldeia Velha es una freguesia portuguesa del concelho de Avis, en el distrito de Portalegre, con 126,11 km² de superficie y 280 habitantes (2011). Su densidad de población es de 2,2 hab/km².